# Rawka
Rawka er en flod i Voivodskabet Łódźsk i det centrale Polen. Den er 97 kilometer lang og er en biflod fra højre til Bzura. Rawka har sit udspring øst for byen Koluszki og løber ud i Bzura mellem Łowicz og Sochaczew, hvor den er den største biflod.
der blev etableret et naturreservat ved Rawka i 1983. De mest kendte byer på Rawka er byen Rawa Mazowiecka, den tidligere landsby Rawka, nu en del af Skierniewice, og landsbyerne Bolimów og Nowy Dwór. Floden blev kendt gennem slaget ved Rawka  i 1914-1915, i første verdenskrig, mellem tyske og russiske tropper.